# 受動喫煙症
受動喫煙症（じゅどうきつえんしょう）とは、受動喫煙（環境たばこ煙：ETSに晒され、または吸引すること）による人体への生理的悪影響と健康被害について、日本禁煙学会と禁煙推進医師歯科医師連盟受動喫煙の診断基準委員会が連名で定めた病名である。

## 概念
受動喫煙による健康への悪影響については、科学的に明らかとなっている。
受動喫煙症は、無症状・無自覚、急性受動喫煙症状、慢性疾患、重篤症状に分けられる。

### 症状の進行
無症状・無自覚段階から、急性受動喫煙症状への進行については、以下の記述もある。
「化学物質過敏症患者さんの問診から、症状が増悪する化学物質の中で、タバコ曝露がダントツに多いことは以前からわかっていましたが、最近受動喫煙をきっかけにして化学物質過敏症が発症したという患者さんの受診が増えてきました」
喫煙者が禁煙や禁煙治療後に、また普段通り喫煙している際突然に、または、病気などをきっかけに、急性受動喫煙症状を起こすこともある。急性受動喫煙症状を繰り返すうちに再発性急性受動喫煙症となる。再発性急性受動喫煙症が進行すると、慢性受動喫煙症を発症するとされる。喫煙家庭での子供の中耳炎、喫煙職場での気管支炎など無自覚のまま慢性疾患を起こすこともある。

### 発症環境
受動喫煙は環境たばこ煙(ETS)のある環境である。喫煙者が近くにいなくても換気などで届く煙や、サードハンドスモーク(三次喫煙) （=喫煙時に発生したタール等の有害物質は壁、カーテン、換気フィルターなどに付着し、煙が消失した後もそれらの有害な化学物質が放出され続ける。この残留物質に暴露することがサードハンドスモークである。喫煙者の髪や服に付着した、あるいは喫煙後の呼気に含まれる有害物質や、喫煙者の体内で代謝されて有害性が増した物質に暴露することも含まれる。）によって発症することがある。そのため、タバコ臭を感じない程度ないし、臭いを感じたり、不快感を覚えたりする程度の煙草煙存在下でも健康被害を受けることがある。

### ETS濃度環境
タバコ煙濃度がPM2.5をマーカーとして約4 µg/m3（マイクログラム/立方メートル）存在すれば臭いを感じ刺激のある状態で、約1 µg/m3存在していればヒトはタバコの臭いを感じる濃度で、生理的悪影響の在る有害な濃度の状態である。喫煙席で煙の見えない状態では約100 µg/m3（「職場における喫煙対策のためのガイドライン」（平成15年5月9日付け基発第0509001号厚生労働省労働基準局長通達）の基準SPM PM10 0.15 mg/m3相当）で、危険な状態である。

### 発症場所
- 屋外：歩行喫煙、自転車喫煙、自動車運転中の窓明け喫煙、路上喫煙所、店舗前の灰皿、私設喫煙所
- 商業施設：分煙ファミレスの喫煙席と禁煙席(分煙によっても煙草煙は店舗内に拡散するため)、パチンコ、非禁煙宿泊施設
- 屋内：喫煙のなされた個室、喫煙室の周辺および喫煙者の通り道、喫煙者の吐く息
- ビル：喫煙（かご内禁煙違反）後のエレベータ、マンション共有廊下側への換気扇排気に含まれる煙草煙
- 公共交通：非禁煙自動車、乗務員喫煙後のタクシー、喫煙者の多い飛行機、バスや電車内でのヘビースモーカーの隣の席

### 発症時間
急性症状の場合　濃度に応じて1呼吸から数時間。煙草成分への暴露解消後に回復することが特長である。平日に勤務する者が職場で受動喫煙を避けられない場合、週末にのみ症状が軽快するケースもある。

### 無症状・無自覚
環境たばこ煙(ETS)、残留タバコ成分に曝露された際に、人は生理的に心拍増加、血管収縮等の急性受動喫煙症状がある。その状態で無症候の場合。

### 急性受動喫煙症
環境たばこ煙(ETS)、残留タバコ成分に曝露された際に眼の刺激症状（眼が痛い、眼がしみる、異常な涙、充血）、喉の刺激症状（喉が痛い、喉が腫れる、咳き込む、喘息、息が詰まる）頭痛、吐き気、気分が悪くなる、動悸、 息切れ、狭心症　といった症状が起きる。これを急性受動喫煙症という。現状厚生労働省による傷病名の登録、疾病及び関連保健問題の国際統計分類の登録は存在しない（喫煙関連においては、喫煙者気管支炎のみ存在する）。
急性受動喫煙症の症状が発生する際の確認の基準
1. 環境たばこ煙(ETS)、残留タバコ成分の暴露または増大後に症状が発生。
2. 環境たばこ煙(ETS)、残留タバコ成分の発生停止、除去により症状が消失する。
3. 環境たばこ煙(ETS)、残留タバコ成分がない場合には発症しない。（煙草の煙以外の特定の有害物質による暴露がない。）

この3点があれば、急性受動喫煙症の可能性が高いと診断される。
なお、急性受動喫煙症と診断されるには、非喫煙者がタバコの煙を暴露した事実（主に生活環境の喫煙場所と、タバコ臭による自己申告）と、これらの症状のみでコチニン（環境たばこ煙(ETS)特定マーカー物質であるニコチンが体内で代謝された物質）の検出は不要である。
症状の程度は匂う（我慢）、不快（耐えている）、耐え難い苦痛などであるが、職場や社会環境によってETS発生源に苦情を述べられないことがある。環境の改善を求めたり、苦情を述べる際に、受動喫煙診断症の診断書が専門家の権威ある確証と認定されて、多くの場合に有効である。

### 慢性受動喫煙症
疾患
- 化学物質過敏症
- アトピー性皮膚炎
- 気管支喘息またはその悪化
- 狭心症
- 心筋梗塞
- 脳梗塞
- COPD
- 小児の肺炎
- 中耳炎
- 気管支炎
- 副鼻腔炎
- 身体的発育障害

これらが、慢性受動喫煙症に属する疾患である。
慢性受動喫煙症の診断基準は、非喫煙者が週に1時間以上繰り返し避けられない受動喫煙があり24時間以内に測定した尿からコチニンを検出するかどうかである。ただし、1日に数分でも連日にわたって避けられない受動喫煙がある場合にはこれに起因する他の慢性の症状が起きる可能性があり、1日に1時間以内のタバコ煙の暴露でも状況をみて総合的に判断し受動喫煙症と判断してもよいとされる。

### 重症受動喫煙症
慢性受動喫煙症と重なるように発病するのが重症受動喫煙症の病気である。
疾患
- 悪性腫瘍（肺癌、子宮頚癌、白血病など）
- 副鼻腔癌
- 虚血性心疾患
- 乳幼児突然死症候群
- COPD
- 脳梗塞
- 心筋梗塞（致死性の疾患の場合）

これらが、重症受動喫煙症に属する疾患である。
重症受動喫煙症の診断基準は、非喫煙者が週に1時間以上繰り返し避けられない受動喫煙があり24時間以内に測定した尿からコチニンを検出するかどうかである。ただし、1日に数分でも連日にわたって避けられない受動喫煙がある場合にはこれに起因する他の慢性の症状が起きる可能性があり、1日に1時間以内のタバコ煙の暴露でも状況をみて総合的に判断し受動喫煙症と判断してもよいとされる。

## 診断医療機関
日本禁煙学会の認定医師により、受動喫煙症の診断可能な医療機関にて診断が可能である。

## 現行の診断基準
現在の受動喫煙症診断基準は、2016年に日本禁煙学会により改訂された「Version2」である。
ここでは尿検査によるコチニン検出は不要とされており、その理由について作田学理事長は「尿検査によるニコチン検出が、受動喫煙症の各段階に必ずしも対応しないことが明らかになった為」としている。

## 裁判所の判決における判断
横浜地方裁判所『平成29年（ワ）第4952号損害賠償請求事件』令和元年11月28日判決において、受動喫煙症の診断を根拠として、「原告らについて，その診断名が前提とする体調不良（身体的，情緒的症状）ないし神経系や免疫系の異常をはじめとする様々な健康影響といった症状が前記各診断時点において存在したことが認められる。なお、作田医師は、原告Ａ娘について、「受動喫煙症レベルⅣ、化学物質過敏症」と診断しているが、その診断は原告Ａ娘を直接診察することなく行われたものであって、医師法20条に違反するものと言わざるを得ず、・・・が、このことは，前記認定を左右するものではない」と判示された。また、同判決では「その基準が受動喫煙自体についての客観的証拠がなくとも、患者の申告だけで受動喫煙症と診断してかまわないとしているのは、早期治療に着手するためとか、法的手段をとるための布石とするといった一種の政策目的によるものと認められる」「原告らに受動喫煙があったか否か、あるいは、・・原告らの体調不良との間に相当因果関係が認められるか否かは、その診断の存在のみによって、認定することはできない」と判示された。
その控訴審である東京高等裁判所令和2年10月29日判決では、「同診断基準においては、受動喫煙自体についての客観的な裏付けがなくとも診断が可能なものとされている。・・・この点については、患者を治療するという医師の立場での診断方法としては理解しうるところではあるが、一方で、診断の前提となっている受動喫煙に関する事実については、あくまで患者の供述にとどまるものであり、そこから受動喫煙の原因（本件では、被控訴人宅からの副流煙の流入）までもが、直ちに推認されるものとまでは言い難い。」と判示された。作田医師が直接問診せずに診断書を作成した点については、「他の診断書を観た上での専門家としての参考意見として見るにとどめるべき」と判示された。地裁判決による「一種の政策目的」「医師法20条違反」との判示は、高裁判決では維持されなかった。
結論として、この裁判では、受動喫煙症の診断書は、症状の存在を認定するための証拠にはなるが、受動喫煙の原因（被告宅から原告宅へのタバコ煙の流入）を認定する証拠としては不十分であるとされた。

## 「政策目的」という批判
上記判決で横浜地方裁判所は、受動喫煙症の診断が患者の申告のみに依拠して客観的根拠を持たないことを踏まえ、その診断を「一種の政策目的によるもの」と指摘している（高裁判決にはこれを否定する文言はない）。
受動喫煙症には治療という論点が存在しない一方で、診断書を根拠とした訴えを起こすことが推奨されており、「政策目的」との指摘はこの点を捉えたものと考えられる。
また同判決で「医師法20条違反」を認定された日本禁煙学会理事長の作田学は、控訴審に寄せた追加意見書のなかで「私たちが『受動喫煙症』を2005年に考案した目的は（中略）これを根拠に、人々がタバコ煙に悩まされない社会を作り出していくことにあった」と、受動喫煙症の考案がそもそも政治目的であったとの記述をしている。

## 読書案内
- Passive smoking and respiratory symptoms in the FinEsS Study (PDF) , European Respiratory Society (ERS) Journals Ltd 2003 （英語）